# Sciacca
Sciacca [ˈʃakka] – miejscowość i gmina we Włoszech, w regionie Sycylia, w prowincji Agrigento.
Według danych na styczeń 2010 gminę zamieszkiwały 41 023 osoby przy gęstości zaludnienia 214,8 os./1 km².

## Zdjęcia miasta
Sciacca obecnie

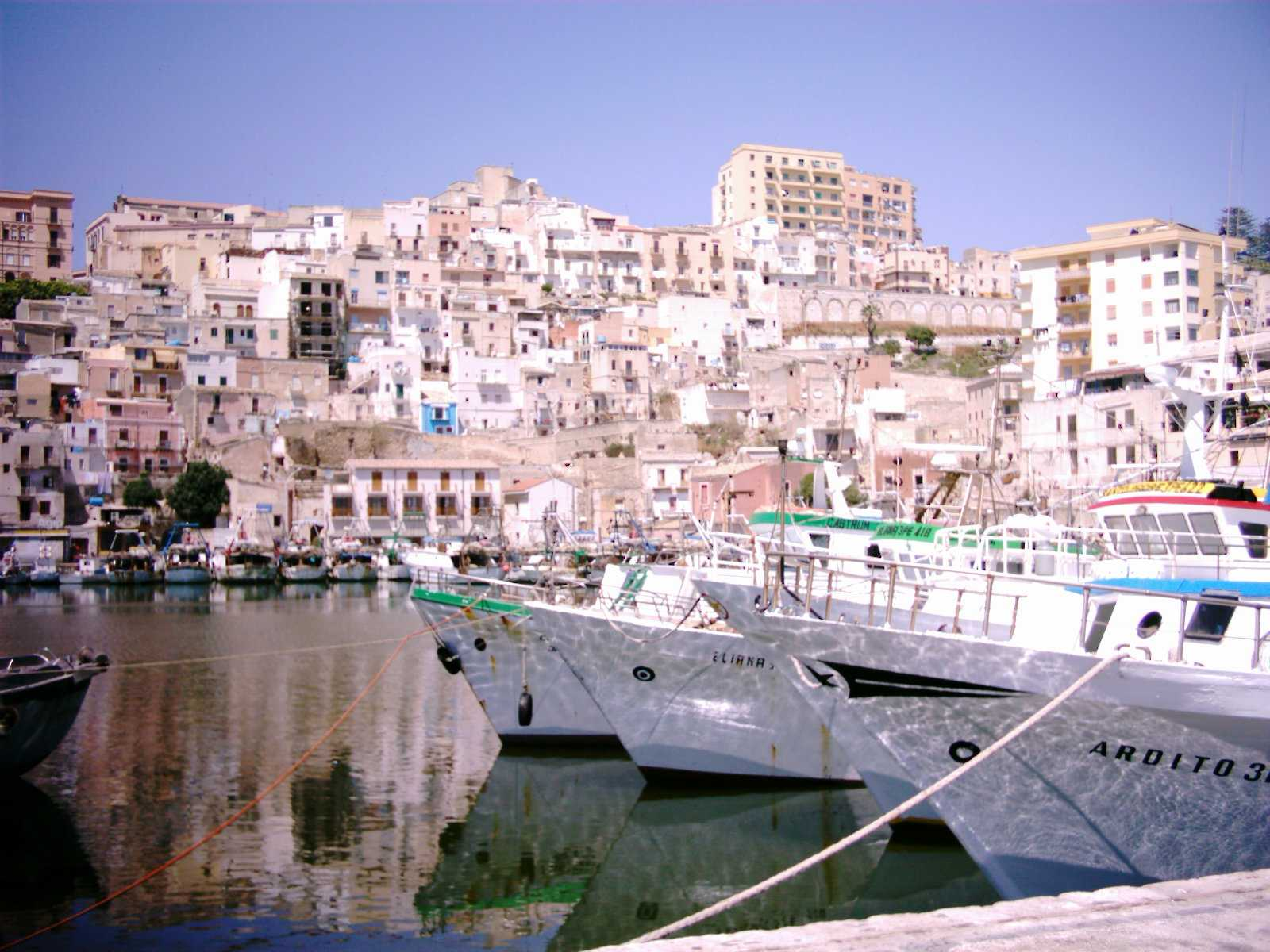
Widok od strony portu
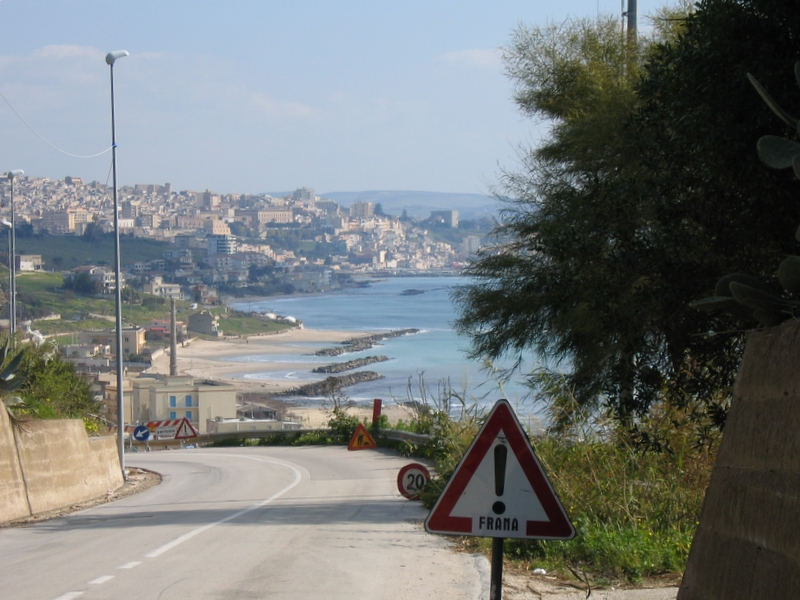
Widok od strony wybrzeża

Historyczne zdjęcia miasta

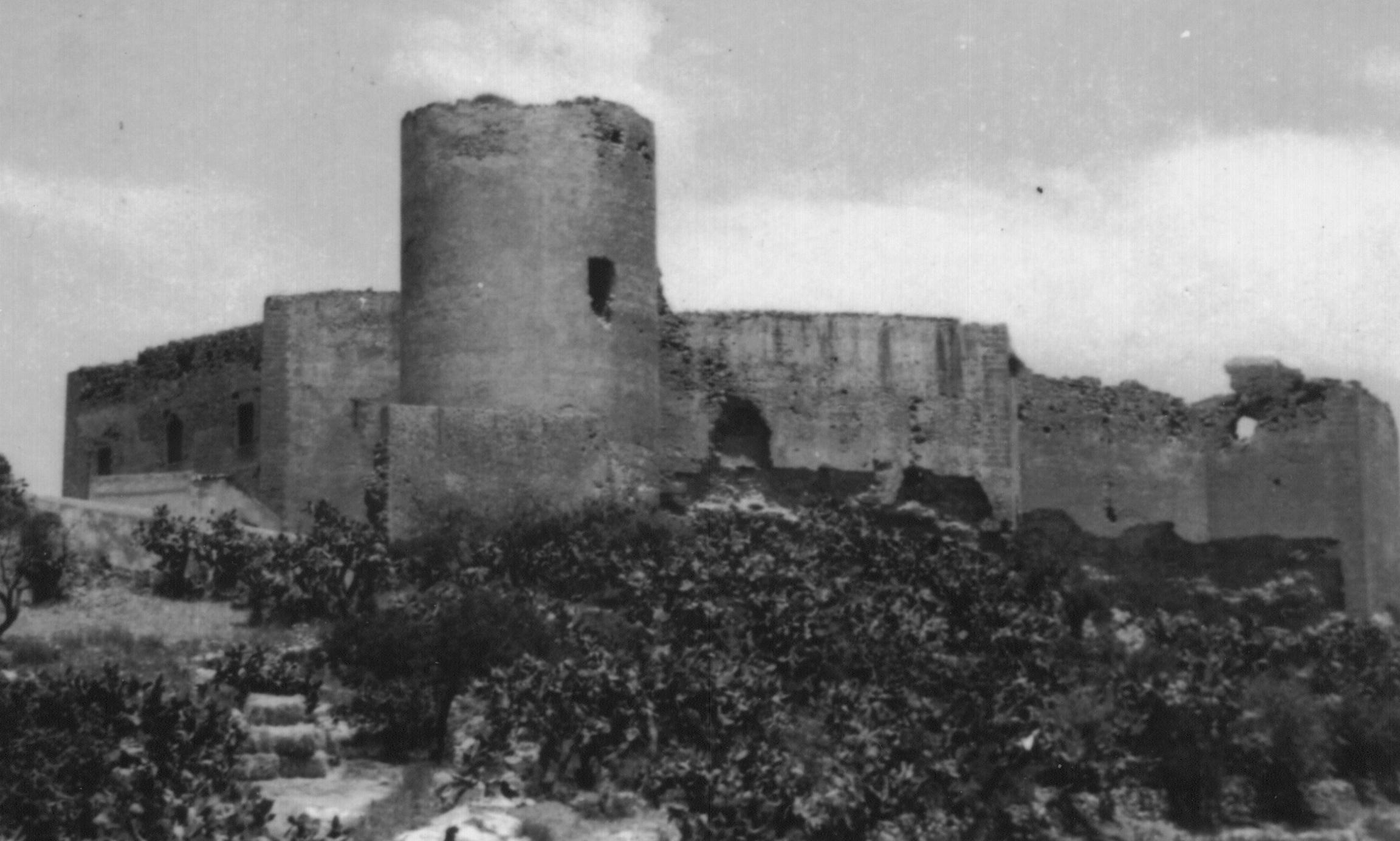
Zamek
Katedra

### Miasta partnerskie
- Kırşehir
- Mustafakemalpaşa
- Salvador